# Ушаков, Павел Николаевич
Павел Николаевич Ушаков (1779—1853) — русский командир эпохи наполеоновских войн, генерал от инфантерии Русской императорской армии, генерал-адъютант.

## Биография
Павел Ушаков родился 2 ноября 1779 года в селе Потыкино Ярославской губернии дворянской семье действительного статского советника Николая Ивановича Ушакова и Екатерины Васильевны Теляковской; младший брат генерала Сергея Ушакова, внучатый племянник Ф. Ф. Ушакова. Получил начальное образование на дому, а затем воспитывался в пансионе Иоганна Матиаса Шадена в городе Москве.
Практически с рождения был записан в Преображенский лейб-гвардии полк подпрапорщиком, а три года спустя переведён в Измайловский лейб-гвардии полк.
Отважно сражался в войнах третьей и четвёртой коалиций; был ранен и отмечен погонами полковника (11 августа 1809 года).
После вторжения наполеоновской армии в Россию Ушаков принял активное участие в Отечественной войне 1812 года, сражался в ряде ключевых сражений этой войны, а за Бородино 23 декабря 1812 года был награждён орденом Святого Георгия 4-го класса
В воздаяние ревностной службы и отличия, оказанного в сражении против французских войск 1812 года августа 26 при с. Бородине, где, командуя Рыльским пехотным полком и подавая пример отличной храбрости, помогал выстраиваться под жесточайшими картечными выстрелами и таким мужественным, неустрашимым действием останавливал неприятельское стремление.
После изгнания неприятеля из пределов империи Ушаков принял участие в заграничном походе русской армии в ходе которого 15 сентября 1813 года был произведён в генерал-майоры, а 28 сентября 1813 года назначен шефом Полтавского пехотного полка.
С 1815 года Ушаков руководил одной из бригад 7-й пехотной дивизии.
С 30 августа 1816 года по 4 августа 1817 года находился в отставке.
Вернувшись на военную службу был назначен состоять по армии, потом принял командование 2-й бригадой 9-й пехотной дивизии, а с 8 апреля 1821 года 2-й бригады 4-й пехотной дивизии. 24 октября 1824 года Ушаков был утверждён на должность начальника 6-й пехотной дивизии.
22 августа 1826 года был произведён в чин генерал-лейтенанта.

За доблесть в Русско-турецкой войне 1828—1829 гг. 1 октября 1828 года был удостоен ордена Святого Георгия 3-го класса № 408 
В воздаяние отличной храбрости, оказанной в сражениях против турок при осаде и взятии крепости Варны в 1828 году.
Принимал участие в подавлении польского восстания.
6 декабря 1831 года был произведён в генерал-адъютанты, а 16 апреля 1841 года в генералы от инфантерии.
С 25 октября 1842 года по 29 апреля 1844 Ушаков осуществлял командование 4-м пехотным корпусом, затем занял место председателя Комитета о раненых. Когда вскрылась растрата 1 миллиона рублей директором канцелярии Комитета о раненых А. Г. Политковским, Ушаков был определён состоять по армии, лишен звания генерал-адъютанта, арестован и предан суду «за беспорядки, бездействие власти и допущение важного государственного ущерба».

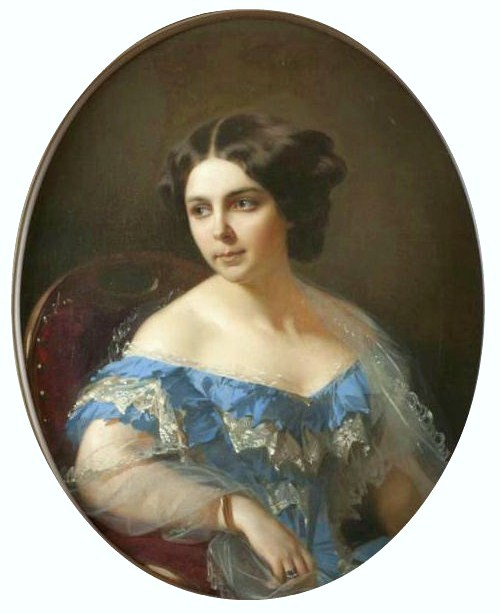
Ольга Павловна Стахович

11 апреля 1853 года суд постановил исключить Ушакова из службы, взыскать с него нанесённый ущерб и заключить на полгода в крепость, где он и умер от «упадка сил и расстройства организма» не прожив и месяца после вынесения обвинения. Его похоронили на Лазаревском кладбище Александро-Невской лавры города Санкт-Петербурга.

## Семья
С 1816 года был женат на Софье Гавриловне Родзянко (1802—1877), по словам современника, была олицетворение всего прекрасного: глубокой набожности, безграничной преданности мужу, любви к детям и любви к ближнему. Скончалась ночью от удара. В браке имели 14 детей, из которых 11 умерли в младенчестве:
- Ольга Павловна (1827—1902), с 1853 года жена Александра Александровича Стаховича (1830—1913). Внук — Стахович, Михаил Александрович (политик).
- Зинаида Павловна (12.10.1830[7]— ?), крещена 24 ноября 1830 года в церкви Больницы для бедных при восприемстве дяди Е. Г. Родзянко и бабушки М. М. Родзянко.
- Александр Павлович (25.08.1833[8]— ?), крещен 21 сентября 1833 года в Симеоновской церкви при восприемстве сестры Ольги.
- Екатерина Павловна (06.02.1835[9]— ?), крещена 3 марта 1835 года в Симеоновской церкви при восприемстве дяди П. Г. Родзянко и П. С. Берникова.
- Александра Павловна (10.08.1838[10]— ?), крещена 25 августа 1839 года в Симеоновской церкви при восприемстве сестры Ольги.